# 保·史雲遜
保·史雲遜（Bo Svensson，1979年8月4日—），丹麥前足球員及現主教練。球員時期司職中堅，共有三次國家隊出場紀錄。最近一次于德甲球會柏林聯执教。

## 球員生涯
斯文松出生于北日德兰的斯科平（Skørping）。 他在哥本哈根的哥本哈根球類俱樂部（Kjøbenhavns Boldklub, KB)開始踢青少年足球，該俱樂部是哥本哈根足球俱樂部（FCK）的預備隊。 1999年6月，他从KB转入FCK，并于1999年9月在FCK主教練Kim Brink的带领下首次代表球隊亮相。 他很快成为球隊正式队员，并于2000年3月被征召入丹麦21岁以下国家队。
在哥本哈根隊，他分別在主教練羅伊·霍奇森和Hans Becke的带领下赢得了2001年、2003年丹麦足球超级联赛的冠军。2003年冬天，隊長Peter Nielsen退役，斯文松被授予隊長袖标，隨後于2004年以隊長身份贏下超級聯賽和丹麦杯雙冠榮譽。2004-05赛季不太成功，但哥本哈根仍贏下了2005年的首届皇家联赛。2005年夏休期間，Hans Becke将斯文松降职为副队长，队长身份交给了瑞典中场球员托比亚斯·林德罗特。 斯文松与哥本哈根的合同于2006年夏天到期，在此之前，他于2005年冬歇期离开了哥本哈根。他总共为哥本哈根踢了196场正式比赛。
2006年1月，他轉會德国球队門興格拉德巴赫，于當年2月首次亮相，并在主帅霍斯特·科佩尔的带领下踢了球隊最后 15 场比赛中的 13 场。 他被征召入丹麦国家队，并于2006年5月在莫滕·奥尔森帶領的球隊中首次亮相。
2007年夏天，他轉會至緬恩斯，在此效力直至2013-14賽季結束后退役。
國家隊生涯
2006年5月27日，史雲遜於奧胡斯主場迎戰巴拉圭的友誼賽正選上陣，獲得首次國家隊出場。

## 教練生涯
从职业足球退役后，斯文松在老东家美因茨隊担任助理教练，开始了教练生涯。2015年6月，他成为俱乐部的青年队教练，并於2017年接管了美因茨19岁以下青年队。
2019年，他成为奥地利乙级联赛利弗林队（FC Liefering）的主教练，该队是奥地利球队萨尔茨堡红牛的衛星俱乐部。 在他的带领下，这支年轻的球队以第三名的成绩结束了2019-20赛季。他们在2020-21赛季初也取得了成功，在13场比赛后排名第二。
2021年1月4日，斯文松回到前俱乐部美因茨，擔任其新任主教练。他完成了一项几乎不可能完成的任务，带领球队在2020-21赛季结束时走出德甲降级区，并在聯賽下半程收获了惊人的32分。 在接下来的两个赛季中，他都成功地將球队帶到德甲积分榜上半区的位置，美因茨也一直是欧联杯资格的有力竞争者。 他一直担任主教练，直到2023-24賽季球队在聯賽開局9场不胜之後，于2023年11月2日经双方同意離任。
2024年5月，柏林聯宣布斯文松将于2024-25赛季起担任该俱乐部的主教练。

## 職業數據
球員時期
以下是史雲遜球員時期的職業數據︰
| 賽季    | 球會     | 上陣 | 入球 | 聯賽         |
| ------- | -------- | ---- | ---- | ------------ |
| 1999/00 | 哥本哈根 | 021  | 0    | 丹麥超級聯賽 |
| 2000/01 | 哥本哈根 | 08   | 0    | 丹麥超級聯賽 |
| 2001/02 | 哥本哈根 | 017  | 0    | 丹麥超級聯賽 |
| 2002/03 | 哥本哈根 | 030  | 02   | 丹麥超級聯賽 |
| 2003/04 | 哥本哈根 | 030  | 01   | 丹麥超級聯賽 |
| 2004/05 | 哥本哈根 | 027  | 01   | 丹麥超級聯賽 |
| 2005/06 | 哥本哈根 | 018  | 0    | 丹麥超級聯賽 |
| 2005/06 | 慕遜加柏 | 013  | 01   | 德國甲組聯賽 |
| 2006/07 | 慕遜加柏 | 019  | 01   | 德國甲組聯賽 |
| 2007/08 | 緬恩斯   | 09   | 0    | 德國甲組聯賽 |
| 2008/09 | 緬恩斯   | 010  | 0    | 德國甲組聯賽 |
| 2009/10 | 緬恩斯   | 026  | 01   | 德國甲組聯賽 |
| 2010/11 | 緬恩斯   | 019  | 0    | 德國甲組聯賽 |
| 2011/12 | 緬恩斯   | 08   | 0    | 德國甲組聯賽 |
| 總計    | 總計     | 255  | 7    |              |

教練時期
最後更新：截至2023年11月1日
| 球隊         | 開始日期      | 結束日期      | 紀錄     | 紀錄 | 紀錄 | 紀錄 | 紀錄   | 紀錄   | 紀錄   | 紀錄  |
| 球隊         | 開始日期      | 結束日期      | 執教場次 | 勝   | 平   | 負   | 總進球 | 總失球 | 净勝球 | 勝率  |
| ------------ | ------------- | ------------- | -------- | ---- | ---- | ---- | ------ | ------ | ------ | ----- |
| FC Liefering | 2019年7月12日 | 2021年1月4日  | 43       | 23   | 11   | 9    | 100    | 60     | +40    | 53.49 |
| 美因茨       | 2021年1月4日  | 2023年11月2日 | 105      | 38   | 27   | 40   | 151    | 163    | −12    | 36.19 |
| 總計         | 總計          | 總計          | 148      | 61   | 38   | 49   | 251    | 223    | +28    | 41.22 |

## 榮譽
哥本哈根
- 丹麥足球超級聯賽 冠軍: 2000-01, 2002-03, 2003-04, 2005-06
- 丹麥盃 冠軍: 2004
- 皇家聯賽 冠軍: 2005, 2006